# 246 km (obwód pskowski)
246 km (ros. 246 км) – przystanek kolejowy w lasach, w rejonie strugowskim, w obwodzie pskowskim, w Rosji. Położony jest na linii dawnej Kolei Warszawsko-Petersburskiej, w oddaleniu od skupisk ludzkich. Najbliższą miejscowością są Pieski.